# Korfbal

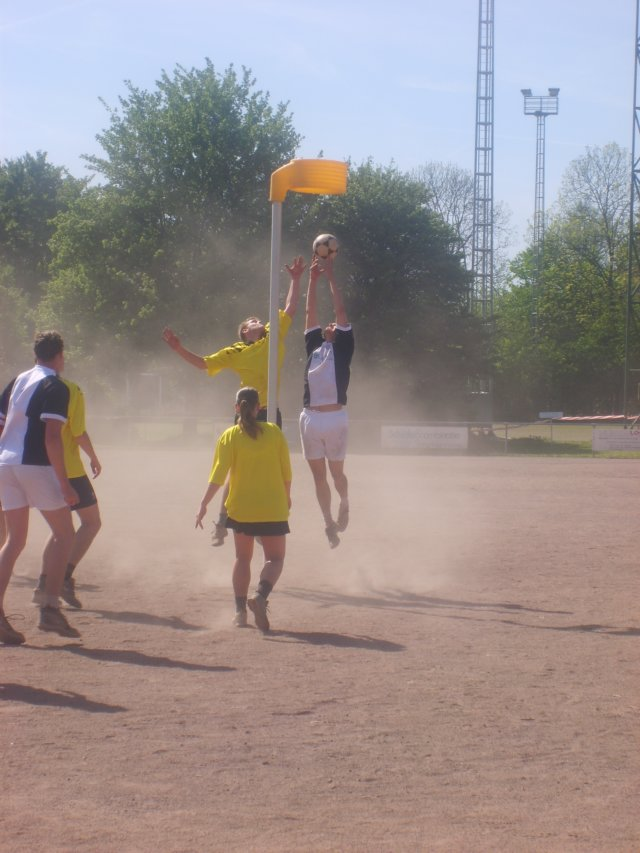
Springen voor de bal tussen ZKV Zaandam en Haagsche Korfbal Club ALO.

Korfbal is een van oorsprong Nederlandse sport, bedacht door de Amsterdamse onderwijzer Nico Broekhuysen in 1902. Het spel is gebaseerd op het Zweedse ringboll, zelf een variant van "vrouwenbasketbal", waarmee Broekhuysen op het Zweedse landgoed Nääs in 1902 in aanraking kwam. Korfbal kenmerkt zich door het feit dat het een van de weinige teamsporten is die niet is voorbehouden aan dames en heren apart: korfbal wordt van oudsher (traditioneel gezien) gemengd gespeeld. Er bestaat een aparte categorie voor mensen met een geestelijke of lichamelijke beperking, deze categorie heet G-korfbal. Wat ook opvallend is, is dat er bij de hogere categorieën met twee helften wordt gespeeld, niet met één groot veld, zoals bij de meeste sporten. Bij korfbal is er een zaalseizoen en een veldseizoen.

## Basisspelregels
Korfbal is een balsport waarbij getracht wordt een bal zo vaak mogelijk door de korf van de tegenstander te werpen. Elk team heeft een korf die op een hoogte van 3,5 meter is opgehangen aan een paal. Bij de jongere jeugd gelden aangepaste hoogtes van de korf: 2,5/3,0 meter of zelfs 2,0. Men dient de bal te gooien. De bal met de voet of onderbeen spelen mag in pricipe niet, maar bij per ongelukke aanraking hiervan, is er geen overtreding. Lopen met de bal is verboden. Ook de bal opzettelijk naar jezelf gooien is niet toegestaan bij verplaatsen van jezelf, de scheidsrechter fluit dan af voor 'alleen spelen'. 
Het team dat het vaakst de bal door de korf heeft gegooid heeft gewonnen. Een geldig doelpunt wordt gemaakt door de bal van bovenaf door de korf van de tegenpartij te gooien.
Korfbal wordt in de winter en herfst in de zaal gespeeld (vroeger microkorfbal genoemd) en in de lente en zomer op het veld. In totaal zijn dat drie competities per jaar; twee op het veld en één in de zaal. Een team bestaat uit acht spelers: vier vrouwen en vier mannen. Twee vrouwen en twee mannen in het ene vak en twee mannen en twee vrouwen in het andere vak. De rest van de spelers zijn reservespelers, en zitten op de bank. Als er bij de jeugd (breedtesport) niet genoeg jongens of meisjes zijn voor het spel, mag er met een hesje of een speciaal shirt een meisje voor een jongen spelen, of andersom. Tot 1991 werd korfbal in de veldvariant gespeeld met twaalf spelers, zes dames en zes heren. In die variant was er sprake van een middenvak (zie over vakken hieronder).

### Het veld

Korfbalveld

Het korfbalveld - afmeting bij de senioren en junioren 40 × 20 meter (zowel zaal als veld) - is verdeeld in twee vakken (helften van het speelveld). Een van de vakken is het aanvalsvak, het andere is het verdedigingsvak. Een team plaatst twee dames en twee heren in het aanvalsvak, de andere twee dames en twee heren in het verdedigingsvak. Elke keer als er twee doelpunten (in totaal over beide teams) gescoord zijn, wordt er van vak gewisseld. Dit gebeurt alleen vanaf de C-jeugd.
Bij de F-jeugd (van 6 t/m 8 jaar) en de E-jeugd (van 8 t/m 10 jaar) wordt eenvakskorfbal gespeeld, de E-jeugd doet dit pas sinds seizoen 2014-2015 wegens het invoeren van een nieuwe regel. Hiervoor mochten de clubs zelf kiezen, waardoor meestal de hogere teams tweevakskorfbal speelden en de lagere teams eenvakskorfbal. Bij eenvakskorfbal (ook wel mono-korfbal genoemd) moet je zowel aanvallen als verdedigen over het hele veld. Bij de jeugd D (van 10 t/m 12 jaar), C (van 12 t/m 14 jaar), B (14 t/m 16 jaar) en A (16 t/m 19 jaar) wordt in twee vakken gespeeld. Er wordt afhankelijk van de leeftijdscategorie en speelsterkte gewisseld van vak en functie. In leeftijdscategorie D na 12,5 minuut. In de C wordt er van vak gewisseld nadat er twee doelpunten zijn gescoord. De spelers uit het verdedigingsvak gaan naar het aanvalsvak, en andersom.
Het middenvak is sinds 1991 afgeschaft. Eerst in 1990 in België en een jaar later in Nederland. Dit vak lag tussen het aanvalsvak en het verdedigingsvak. De enige functie was het overbrengen van de bal van het verdedigingsvak (waar de bal was onderschept) naar het aanvalsvak (waar gescoord moet worden). Omdat het middenvak nauwelijks een toegevoegde waarde had voor de sport (de bal werd er nauwelijks onderschept en bleef er vaak hooguit enkele seconden), werd het achterwege gelaten.
Op 14 december 2013 heeft de Bondsbestuur van het KNKV (Koninklijk Nederlands Korfbalverbond) aan de bondsraad bekendgemaakt de afmetingen van het speelveld voor veldkorfbal voor Senioren, Dames, A, B en C-jeugd aan te passen van 60 × 30 meter naar 40 × 20 meter. Door de kleinere afmetingen wordt het spel directer en aantrekkelijker. Het resultaat van deze aanpak moet uiteindelijk zijn dat meer kinderen en volwassenen veel plezier aan de korfbalsport beleven, waarbij elke speler zich maximaal kan ontwikkelen.
Deze aanpassing is toegestaan met ingang van het seizoen 2014-2015. In de periode van 1 juli 2014 t/m 30 juni 2026 hebben alle korfbalverenigingen de tijd om hun huidige wedstrijdvelden op kunstgras aan te passen naar de vaste afmeting van 40 × 20 meter. Wedstrijdvelden op gras waren per 1 juli 2014 verplicht om aan te passen naar de verplichte vaste afmeting van 40 x 20 meter.

### Scoren
Punten worden behaald wanneer de bal door de korf van de tegenpartij gaat. Deze moet volledig door de korf vallen. Wanneer de bal van onder door de korf gaat en daarna weer door de korf valt, telt dit niet als doelpunt, maar af en toe als de bal heel hoog boven de korf uitkomt wordt hier weleens een uitzondering in gemaakt. Mocht de bal van bovenaf in de korf vallen, maar door het effect dat erin zit de korf ook weer aan de bovenkant verlaten, dan telt dit eveneens niet als doelpunt.
Iedere keer dat de bal door de korf valt, telt dit als 1 punt.
Een doelpunt kan worden gemaakt door een afstandsschot; in deze variant schiet de speler van relatief grote afstand (6 tot ruim 10 meter) de bal in de korf. Een variant is de doorloopbal; hierbij loopt de speler zijn directe tegenstander voorbij en krijgt de bal aangespeeld door een medespeler die zich meestal in de buurt van de korf heeft opgesteld en 'schiet' de bal onderhands in de loop. Verder bestaat er nog de korte kans (vaak ook wel een kansje genoemd) waarbij er van korte afstand geschoten wordt, dit komt vooral veel voor bij vrije ballen of bij een rebound. 
Een bijzondere vorm van scoren is de strafworp. Als de verdediging van de ene partij de aanval van de andere partij een directe doelkans ontneemt door middel van een spelregelovertreding, wordt een strafworp toegekend. Ook wordt er een strafworp gegeven door de scheidsrechter wanneer een verdediger herhaaldelijk een overtreding maakt die het aanvalsspel belemmert. Eén speler van de aanvallende partij moet vanaf 2,5 meter voor de korf ongehinderd een doelpoging doen. Alle andere spelers moeten daarbij op minimaal 2,5 meter afstand van de paal en de schutter blijven. De strafworp moet per fout worden genomen door diegene wiens doelkans verloren gaat. Is dat niet het geval, dan degene tegen wie de overtreding wordt gemaakt. Als de speler die de strafworp moet nemen gewisseld wordt voor het nemen van de strafworp heeft de ploeg de vrije keuze wie de strafworp mag nemen.
Een andere manier om te scoren is de vrije worp. Een vrije worp wordt gegeven als er een zware of bewuste overtreding wordt gemaakt waarbij geen doelkans verloren gaat (als er een indirecte scoringskans wordt ontnomen). Bij deze spelonderbreking moet de nemer achter de strafworpstip gaan staan en alle andere spelers 2,5 meter afstand nemen van de strafworpstip. Ook mogen de spelers van de aanvallende partij niet binnen een afstand van 2,5 meter van elkaar af staan. De speler die de bal uitneemt mag niet direct scoren, maar moet eerst naar een medespeler gooien. Vaak gooit de speler onder de paal terug naar de nemende speler zodat die speler direct kan proberen te scoren, maar er zijn ook veel andere variaties mogelijk zodra alle spelers zich aan de afstanden en lijnen houden. 
Bij een lichte overtreding wordt er een spelhervatting toegekend door de scheidsrechter. Bij een spelhervatting wordt de bal toegekend aan de benadeelde partij op de plek waar de overtreding plaatsvond. Hij mag niet actief worden gehinderd door een tegenstander, mag niet rechtstreeks scoren en niet naar een medespeler gooien die binnen 2,5 meter van hem staat. Hij moet naar een medespeler gooien binnen vier seconden.
De spelregels betreffende de vrije worp en de spelhervatting zijn sinds 1 juli 2007 bij alle korfbalwedstrijden van toepassing en daarvoor alleen bij wedstrijden in de Korfbal League.

### Verdedigen
Een aanval kan door de tegenpartij worden verdedigd. Indien de verdediger zich zo opstelt dat hij dichter bij de korf is dan de aanvaller, op een afstand waarbij hij het lichaam van de tegenspeler kan aanraken, wanneer hij de aanvaller aankijkt en daadwerkelijk tracht het schot te blokkeren (de arm uitsteken) en dichter bij de paal staat dan de aanvaller, dan is de aanvaller verdedigd, en mag deze niet op de korf schieten. Als hij toch schiet, geldt een eventueel doelpunt niet en mag de tegenstander de bal uit nemen.
Bij het verdedigen geldt dat dames alleen dames mogen verdedigen en de heren ook alleen heren. Als een dame een doelpoging waagt, die verdedigd wordt door een heer, wordt er een strafworp gegeven. Omgekeerd is dat uiteraard ook het geval. Wél mag er onderling van tegenstander worden gewisseld, zolang deze van hetzelfde geslacht is.

### Lopen
Een speler die in balbezit is, mag niet lopen met de bal. Het is voor de speler die in balbezit is wél toegestaan van voet te wisselen, mits deze op dezelfde plaats blijft staan. Zodra de bal is afgespeeld mag uiteraard weer worden gelopen. Dribbelen is ook niet toegestaan.
Deze regel heeft tot gevolg dat veel van de acties (bijna per definitie) wel van de andere drie spelers in het (aanvals)vak moeten komen. Een speler, die zojuist de bal heeft afgespeeld, zal direct weer in actie komen om zich vrij te lopen en aanspeelbaar te zijn. Korfbal is daardoor van nature een beweeglijk en explosief spel.

### De korf

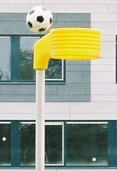
Kunststofkorf met bijbehorende aluminium paal

Zoals hierboven al was vermeld, hangt bovenaan de paal een korf. Dit is een ronde mand zonder bodem met een diameter van 38 tot 42 centimeter. Van oudsher werd deze mand van riet of rotan gemaakt. Dit natuurlijke materiaal leverde echter nogal wat verschillen in korven op. Met name bij regelmatig gebruikte, vaak oudere manden hing de voorkant nog weleens duidelijk naar beneden. Hieraan is een einde gekomen met de komst van de kunststofkorf.
Sinds 2004 worden alle internationale wedstrijden onder auspiciën van de Internationale Korfbal Federatie (IKF) gespeeld met goedgekeurde kunststofkorven en aluminium palen. In Nederland en België zijn deze kunststofkorven en aluminium palen verplicht materiaal. Per 2008 speelt men overal ter wereld reglementaire wedstrijden met kunststofkorven.
Het hoogste punt van de korf is 3,5 meter boven de grond. Bij pupillen is dit 3 meter. Bij een wedstrijd moeten de clubs een paal met een korf in de grond zetten, een zogenoemde vaste paal. Een paal op een plaat is een veiligheidsrisico. 

## Korfbal in België, Nederland en Suriname

### België
België telt ± 50 clubs en 7000 leden die aangesloten zijn bij de Koninklijke Belgische Korfbal Bond (KBKB). De meeste van deze clubs zijn gevestigd in de provincie Antwerpen, doch er zijn er ook in de Gentse regio en Vlaams-Brabant actief. België kent twee competities, een voor het zaalkorfbal en een voor het veldkorfbal. De hoogste klasse in de zaalvariant is de Topkorfbal League, in de veldvariant is dat de Eerste klasse A.
In 1991 werd België wereldkampioen korfbal, tijdens alle andere edities behaalde men de zilveren medaille (1978, 1984, 1987, 1995, 1999, 2003, 2007, 2011, 2015 en 2019). Het Europees kampioenschap werd nog nooit gewonnen, wel behaalde België driemaal de zilveren medaille (1998, 2006 en 2010) en eenmaal de bronzen (2002). Twaalfmaal werd de Europa Cup in België georganiseerd, waarbij Antwerpen de absolute voorkeur genoot (1968, 1971, 1974, 1978, 1983, 1987, 1988, 1998, 2003, 2007). Daarnaast werd dit Europees kampioenenbal ook eenmaal in Ekeren (1981) en eenmaal in Herentals (2010) georganiseerd. Het Wereldkampioenschap ten slotte werd tweemaal georganiseerd te Antwerpen (1984 en 1991), deze eer is hen opnieuw te beurt gevallen (samen met Gent en Herentals) tijdens het WK 2015.
AKC uit Antwerpen slaagde er het vaakst in kampioen te worden. Ze werden achtmaal landskampioen in de zaal (1928, 1929, 1937, 1957, 1985 - 1988) en achttienmaal op het veld (1928, 1929, 1937, 1957, 1985 - 1988, 1998 - 2004, 2007 en 2008). Daarnaast wonnen ze elfmaal de Beker van België (1983, 1986, 1993, 1995, 1999, 2000 - 2004, 2015, 2016) en eenmaal de Europa Cup (1986). Royal Scaldis Sporting Club behaalde tienmaal de landstitel op het veld (1922 - 1927, 1930, 1965, 1991 en 2009) en viermaal in de zaal (1968 - 1970 en 2010) tevens behaalden ze de tweemaal de Beker van België (2012- 2013). Een andere grote club uit het korfbal is Kon. Riviera K.C. dat elfmaal landskampioen werd op het veld (1932 - 1935, 1973 - 1975, 1977, 2005 en 2010) en tweemaal zaalkampioen (2005 en 2006). Voort werden ze viermaal bekerkampioen (1988, 2005 - 2007) en wonnen ze eenmaal de Europa Cup (1977). Catbavrienden behaalde zesmaal de landstitel in het veldkampioenschap (1990, 1992, 1993, 1995, 1996 en 1997) binnen en zesmaal het zaalkampioenschap (1989, 1991, 1992, 1994, 1996 en 1997). Daarnaast wonnen ze vijfmaal de beker (1992, 1994 en 1996 - 1998), driemaal de Europa Cup (1992, 1997 en 1998) en waren ze drie keer verliezend finalist (1990, 1993 en 1995). Andere noemenswaardige teams zijn Meeuwen KV (11 keer veld en 2 keer beker), huidig zaal- en veldkampioen Boeckenberg KC (11× zaal, 6× veld en 6× beker) en KC Sikopi Leftbank Rabbits (4× zaal, 2× veld, 3× beker en eenmaal de Europa Cup '91).

### Nederland
De Nederlandse korfbalverenigingen zijn vertegenwoordigd in het Koninklijk Nederlands Korfbalverbond (KNKV). Deze bond is ontstaan op 1 juli 1973 na een fusie tussen de NKB en de CKB. De NKB (Nederlandsche Korfbal Bond) is opgericht op 2 juni 1903 en kreeg op 16 mei 1938 het predicaat Koninklijk. De CKB (Christelijke Korfbal Bond) was de christelijke tegenhanger van deze bond en werd opgericht in 1919. Naast deze twee bonden was er ook nog een bond voor dameskorfbal, de Nederlandse Dames Korfbal Bond, opgericht in september 1947. Deze fuseerde met het KNKV in 1994. Er waren in Nederland anno 1989 zo'n 100.000 korfballers, verdeeld over ongeveer 515 verenigingen waarvan PKC/Vertom de grootste vereniging is met ruim 1000 leden.
Sinds 2005 kent de Nederlandse korfbalcompetitie de Korfbal League. Hierin spelen de tien beste clubs in de Nederlandse zaalkorfbalcompetitie. De top vier uit de eindrangschikking spelen in play-offs om een plaats in de zaalfinale die in het Rotterdamse Ahoy gespeeld wordt. Vanaf 2016 wordt de zaalfinale gespeeld in de Ziggo Dome te Amsterdam. Per 2020 wordt de zaalfinale weer in Ahoy gespeeld.
De korfbal League is de hoogst haalbare competitie van Nederland. In deze competitie strijden tien topploegen om een plaats in de zaalfinale.

### Suriname
Korfbal werd rond 1910 in Suriname geïntroduceerd. De eerste sportbond was de Surinaamse Korfbal Bond. Na de jaren 1980 raakte de sport in de vergetelheid. In 2017 werd de Surinaamse Korfbal Federatie opgericht om de sport in Suriname nieuw leven in te blazen. Het Surinaams korfbalteam, bestaande uit Nederlanders van Surinaamse komaf, werd vierde tijdens het Wereldkampioenschap korfbal van 2019.

## Internationaal korfbal
In 1933 is de International Korfball Federation (IKF) opgericht (oorspronkelijk Féderation Internationale de Korfbal), om internationaal korfbal te stimuleren. Bij de IKF zijn inmiddels 72 nationale federaties aangesloten. Niet al deze landen hebben genoeg actieve spelers om mee te doen aan internationale wedstrijden of toernooien. Er zijn in de wereld ongeveer 300.000 korfballers.

### Europees kampioenschap voor landen
Overzicht Europese kampioenen
- 2021 - Nederland
- 2018 - Nederland
- 2016 - Nederland
- 2014 - Nederland
- 2010 - Nederland
- 2006 - Nederland
- 2002 - Nederland
- 1998 - Nederland

### Wereldkampioenschap voor landen
Overzicht wereldkampioenen
- 2023 - Nederland
- 2019 - Nederland
- 2015 - Nederland
- 2011 - Nederland
- 2007 - Nederland
- 2003 - Nederland
- 1999 - Nederland
- 1995 - Nederland
- 1991 - België
- 1987 - Nederland
- 1984 - Nederland
- 1978 - Nederland

### Olympische Spelen

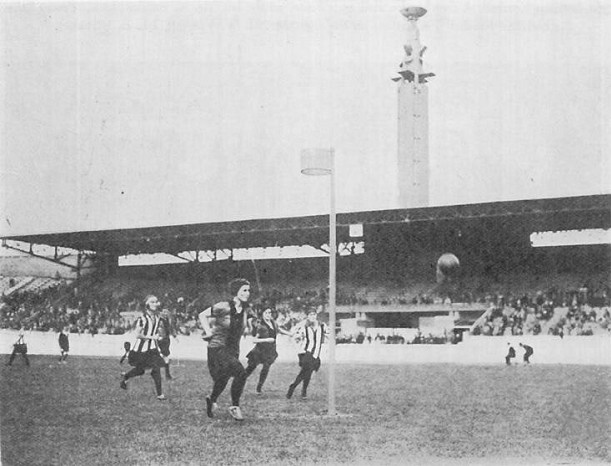
Een actie in het Olympisch Stadion tijdens de Olympische Spelen van 1928

Tijdens de Olympische Spelen van 1920 in Antwerpen en tijdens Olympische Spelen 1928 in Amsterdam was korfbal een demonstratiesport. Het stond niet op het officiële olympische programma, maar werd georganiseerd om de sport internationale bekendheid te geven. Sinds 1993 is de IKF officieel erkend door het IOC. Korfbal is echter geen olympische programmasport, maar neemt deel aan de World Games, dat de derde tak van het olympische gedachtegoed is.  Eind 2007 moesten er minimaal 50 landen zijn die aan deze sport deden om de olympische status te kunnen behouden. Het IKF heeft op dit moment 72 leden.

## Varianten van korfbal

### Vrouwenkorfbal als variant op gemengd
Sinds 1938 is er een variant op het gewone korfbal en dat is vrouwenkorfbal. Dit wordt gespeeld in twee vakken met twee partijen van elk 8 speelsters. Een grote afwijking is er niet.

#### Vrouwenkorfbal in optima forma
In het zuiden van Nederland (Noord-Brabant, Limburg en een deel van Gelderland) werd in 1947 de Nederlandse Dames Korfbalbond (NDKB) opgericht. Vanuit het Katholieke geloof werd destijds niet gemengd gesport, maar wel speelden vrouwen deze teamsport. Niet met hesjes, zoals bij het gemengde korfbal, maar gewoon 'woman to woman'. Vrouwenkorfbal is daardoor vooral tactisch een ander spel. Iedereen mag iedereen verdedigen, daarom moet er over het algemeen iets langer gecombineerd worden, voordat de vrije schotkans ontstaat. Het vrouwenkorfbal wordt in met name Zuid-Nederland beoefend door ruim 10.000 vrouwen en kent onder andere met ingang van het seizoen 2007-2008 twee topklassen op het veld en twee hoofdklasse-poules. In de zaal blijft er één Topklasse. Hoogtepunt van de zaalcompetitie is de finale in april in de Maaspoort Den Bosch, goed voor zo'n 4000 bezoekers. De NDKB voerde als eerste korfbalbond 2-vakskorfbal en midweekkorfbal in. De voormalige NDKB is in 1994 gefuseerd (subsidiekwestie) met het KNKV.

### G-korfbal
Een sterk groeiende groep binnen het verenigingsleven zijn korfballers met een verstandelijke beperking. Het G-korfbal (gehandicapten korfbal) is al een tijd een volwaardige korfbalvorm met een eigen Nederlands kampioenschap.

### Studentenkorfbal
Er zijn ook korfbalverenigingen speciaal voor studenten. De belangen van deze studentenkorfbalverenigingen en de promotie van studentenkorfbal in Nederland gebeurt door de Studentenkorfbalcommissie (SKC) van het KNKV. Studentenkorfbalverenigingen zijn qua vorm grotendeels gelijk aan niet-studentenkorfbalverenigingen, ze bestaan echter volledig of grotendeels uit studenten en pas afgestudeerden. Het studentenkorfbal kent een zeer dynamisch karakter, mede door de continue toestroom van nieuwe leden.
In juni 2006 heeft het KNKV een bestuursbesluit aangenomen waardoor het mogelijk wordt om voor studenten aan competitiewedstrijden deel te nemen namens twee verenigingen waarvan één studentenvereniging en één niet-studentenvereniging, op de voorwaarde dat de ploegen van deze studenten bij de niet-studentenkorfbalvereniging niet hoger ingedeeld mogen zijn dan de derde klasse van de standaardcompetitie of de reserve tweede klasse van het gemengde korfbal of de hoofdklasse van het dameskorfbal.
In sommige landen waar korfbal beoefend wordt gebeurt dit zelfs voornamelijk als studentensport, bij universiteiten, zoals in Engeland.

### Beachkorfbal
Een variant op het standaard korfbalspel is beachkorfbal, dat gespeeld wordt in een aantal varianten. Een variant is met 4 tegen 4 spelers en wordt gespeeld op een veld van 20x10 meter met aan beide zijden een korf. In elke hoek van het veld is een driehoek. Vanuit die driehoek is elk doelpunt 2 punten waard. In het midden van het veld is een extra zone aangeduid door 3 lijnen. 1 van deze lijnen is de middenlijn van waar de bal na elk doelpunt en aan het begin van elke helft wordt uitgenomen. De 2 extra lijnen zijn de zogenoemde '2 point virtual line', wanneer vanachter deze lijn gescoord wordt geldt het doelpunt voor 2 punten.
Vanaf de World Games van 2025 is Beachkorfbal een officieel onderdeel waar teams kunnen spelen voor een medaille. De kwalificatie hiervan wordt gedaan door middel van de ranking aan het einde van de WK Beach Korfbal. Voor de World Games van 2025 kwalificeren de beste 8 ploegen zich voor het eerder genoemde toernooi.
Daarnaast is er ook een variant ontwikkeld waarbij er in drietallen wordt gespeeld op een veld van 8 bij 16 meter met twee korven op 3 meter van de achterlijn. In deze laatste vorm is in 2013 voor het eerst een NK Beach georganiseerd, dat als winnaars LDODK/AH Gorredijk (bij de senioren) en AW.DTV/e-senzaz.com (bij de junioren) opleverde.
Een keer per jaar wordt er in Noordwijk (Zuid-Holland) een groot beachkorfbaltoernooi georganiseerd op het strand. Dit werd tot 2024 gedaan door de Noordwijkse korfbalvereniging Fluks. Door het KNKV wordt er 2 keer per jaar een beachkorfbaltoernooi georganiseerd. In februari wordt het NK beachkorfbal georganiseerd in de binnenlocatie The Beach Aalsmeer. In augustus wordt er een buitentoernooi georganiseerd bij The Hague Beach Stadium.

### 1 tegen 1
Bij deze vorm van korfbal worden de individuele kwaliteiten van korfballers met elkaar gemeten. Het spel wordt gespeeld in een cirkel met een straal van 13 meter van de korf. Binnen deze cirkel is er nog een cirkel met een straal van 6 meter van de korf.
Een score binnen de binnenste cirkel levert 2 punten op en een score tussen de binnenste en de buitenste cirkel levert 1 punt op.
De aanvaller heeft 45 seconden om zo veel mogelijk punten te scoren. Na afloop worden de functies omgedraaid en zal de aanvaller zijn score moeten verdedigen. De winnaar krijgt 2 punten, de verliezer nul en bij een gelijkspel krijgen beiden een punt. De ontwikkelaars van 1 tegen 1 zijn korfballegende Barry Schep en sportcommentator Frank Stout.